# مايكل وايلدينغ
مايكل وايلدينغ (بالإنجليزية: Michael Wilding)‏ هو كاتب ومؤلف أسترالي، ولد في 5 يناير 1942 في ورسستر في المملكة المتحدة.

## وصلات خارجية
- مايكل وايلدينغ على موقع الموسوعة البريطانية (الإنجليزية)